# Barichneumon strymonidiae
Barichneumon strymonidiae är en stekelart som beskrevs av Kusigemati 1989. Barichneumon strymonidiae ingår i släktet Barichneumon och familjen brokparasitsteklar. Inga underarter finns listade.